# Melicope hiiakae
Melicope hiiakae är en vinruteväxtart som först beskrevs av B. Stone, och fick sitt nu gällande namn av T. Hartley & B. Stone. Melicope hiiakae ingår i släktet Melicope och familjen vinruteväxter. Inga underarter finns listade i Catalogue of Life.